# Daiva Veličkaitė-Matusevičė
Daiva Veličkaitė-Matusevičė (* 1976) ist eine litauische Architektin, Politikerin, Vizeministerin für Umwelt.

## Leben
Nach dem Abitur 1994 an der Mittelschule absolvierte Daiva Veličkaitė von 1994 bis 1999 das Bachelorstudium und von 2002 bis 2008 das Masterstudium der Architektur an der VGTU in der litauischen Hauptstadt Vilnius. Von 2008 bis 2012 absolvierte sie einstufiges Magisterstudium der Rechtswissenschaft und von 2013 bis 2019 promovierte sie im litauischen Verwaltungsrecht an der Universität Vilnius.
Von Juli 1998 bis 2004 arbeitete Daiva Veličkaitė-Matusevičė als Architektin und Direktorin im Unternehmen UAB „VKAS“ und von 2004 bis 2006 als Projektleiterin bei UAB „VILTEKTA“. Von 2006 bis 2007 leitete sie die Verwaltung als Direktorin des Litauischen Architektenvereins. Von 2010 bis 2013 war sie Juristin und Bauberaterin in der Rechtsanwaltskanzlei "KAIREVIČIUS JUZIKIS". Ab 2013 arbeitete sie als Juristin und Vizepräsidentin und von 2016 bis 2019 als Präsidentin der Architektenkammer Litauens. Ab 2020 lehrte sie das Recht an der VGTU. Ab 2005 leitete sie die Anstalt VŠĮ „ARCHLEGIS“.
Seit April 2022 ist sie stellvertretende Umweltministerin Litauens als Stellvertreterin von Simonas Gentvilas im Kabinett Šimonytė. Ihr Amtsvorgänger war Darius Kvedaravičius.
Daiva Veličkaitė-Matusevičė ist verheiratet.